# Cho Hyang-gi
Đây là một tên người Triều Tiên, họ là Cho.
Cho Hyang-gi (tiếng Hàn: 조향기; sinh ngày 23 tháng 3 năm 1992) là một cầu thủ bóng đá Hàn Quốc thi đấu ở vị trí trung vệ cho Changwon City cho mượn từ Seoul E-Land.

## Sự nghiệp

### Đại học Kwangwoon
Cho Hyang-gi bắt đầu sự nghiệp tại trường Tiểu học Gwacheon. Anh giữ vị trí tiền đạo cho đến khi tốt nghiệp trường Trung học Jaehyun. Anh đổi vị trí sang trung vệ sau khi vào đội bóng của Đại học Kwangwoon.

### Seoul E-Land FC
Anh gia nhập Seoul E-Land FC năm 2015. Anh đổi vị trí thành tiền đạo. Nhưng anh lại tự tập luyện để một lần nữa về lại trung vệ, chuẩn bị cho mùa giải K League Challenge 2017.